# Campionato centramericano femminile di pallacanestro 1985
Il 6º Campionato dell'America Centrale e Caraibico Femminile di Pallacanestro FIBA (noto anche come FIBA Centrobasket for Women 1985) si è svolto dal 10 al 15 maggio 1985 a Puebla in Messico. Il torneo è stato vinto dalla nazionale cubana.
I FIBA Centrobasket sono una manifestazione contesa dalle squadre nazionali di Messico, Centro America e Caraibi, organizzata dalla CONCENCABA (Confederazione America Centrale e Caraibi), nell'ambito della FIBA Americas.

## Squadre partecipanti
- Bahamas
- Cuba
- El Salvador
- Messico
- Porto Rico
- Rep. Dominicana

## Classifica finale
| Pos | Squadra         | V-P |
| --- | --------------- | --- |
|     | Cuba            | 5-0 |
|     | Messico         | 4-1 |
|     | Rep. Dominicana | 3-2 |
| 4   | Porto Rico      | 2-3 |
| 5   | Bahamas         | 1-4 |
| 6   | El Salvador     | 0-5 |